# FX (Italia)
FX (letto effècs – acronimo di Fox eXtended) è stato un canale televisivo tematico italiano edito da Fox International Channels Italy e disponibile esclusivamente a pagamento con la piattaforma televisiva commerciale Sky Italia. Il canale era compreso nel channel pack "Serie TV e Intrattenimento" e occupava il canale 131 dello Sky Box.
Era disponibile anche una versione di FX per la televisione mobile: FX Mobile. Questa versione del canale era disponibile esclusivamente a pagamento con le piattaforme televisive commerciali 3 TV e Vodafone Sky TV.
Il 1º marzo 2010 FX ha subito un restyling grafico e di programmazione che ne hanno fatto il canale di intrattenimento del gruppo FOX per un pubblico attivo ed esigente, con tutte le serie TV internazionali più sperimentali, le produzioni italiane fuori dagli schemi, il variety e la docufiction.
Il canale ha cessato definitivamente le sue trasmissioni nelle prime ore del mattino del 1º luglio 2011. Gran parte del suo palinsesto è stato redistribuito sui canali Fox e Fox Crime.

## Palinsesto
Ecco una lista delle serie e degli show andati in onda su FX.

### Serie TV
- 24 (st. 7-8)
- A-Team
- Archer (st. 1)
- Barbershop
- Battlestar Galactica (st. 4)
- Baywatch
- Benny Hill Show
- Big Love (st. 4)
- Bored to Death - Investigatore per noia (st. 1-2)
- Boris (st. 3)
- Burn Notice - Duro a morire (ep. 13-48)
- C'è sempre il sole a Philadelphia (st. 1-6)
- CHiPs
- Collision
- Cops
- Crash
- Curb Your Enthusiasm
- Dexter
- Entourage
- Eureka
- Extras
- Frasier
- I Soprano
- Jarod il camaleonte
- Mad Men (stagione 4)
- Magnum, P.I.
- Miami Vice
- Mr. Bean
- Prison Break
- Six Feet Under
- Sons of Anarchy (st. 1-3)
- Terriers - Cani sciolti
- The League
- The Unit
- The Wire (st. 2; 5)
- Under Fire
- Underbelly
- Walker Texas Ranger
- X-Files

### Altro
- 80º minuto
- Autovalaggio Sexy
- Barzecole
- Bambini del poker
- Biancaneve - la cocaina in Italia
- Ciak si giri
- Erotika italiana
- Fattore abilità
- Fantasie
- Fermata d'Autobus
- Fino all'ultimo Round
- Le Stelle del Pallone
- Matrioshki
- Saturday Night Live
- QuasiTG
- The Wanted
- Sexy Camera all'italiana
- SOS Tata

## Loghi

22 maggio 2006 - 1º marzo 2010
1º marzo 2010 - 1º luglio 2011